# Новосильский кремль
Новосильский кремль — укрепления Новосиля эпохи удельного Новосильского княжества и Русского государства.

## Предыстория
В раннем железном веке на месте Новосильского кремля находилось поселение лесостепной скифоидной культуры, датируемое концом I века до н. э. — I веком н. э. Культурный слой этого времени содержит многочисленные фрагменты лепных керамических сосудов (горшков и мисок). В нём же была обнаружена медная пантикапейская монета, чеканенная в 34 году до н. э..
Слой раннего железного века перекрыт отложениями роменской культуры, датированными концом IX (началом X?) — XI веком н. э. К этому времени относятся найденные на поселении остатки горна, фрагменты лепной и раннегончарной керамики, а также украшения (серьга и пятилучевые височные кольца).

## Древнерусский период
В начале XII века на месте заброшенного славянского поселения возникает город Новосиль. Согласно традиционной версии, первое летописное упоминание Новосиля относится к 1155 году, однако это мнение было оспорено А. Н. Насоновым и В. А. Кучкиным. Тем не менее, археологические исследования подтверждают существование города в домонгольское время. В числе находок, относимых к этому периоду — обломки стеклянных браслетов, ключи от навесных и внутренних замков, наконечники стрел и т. п. В ходе раскопок встречены обломки византийской посуды XII—XIII веков (в том числе амфор), а также плинфа, что позволяет допустить наличие в средневековом Новосиле кирпичных зданий.
Основная часть культурных остатков, происходящих из раскопок Новосиля, относится к XIII—XIV векам. В ходе исследований была собрана значительная остеологическая коллекция, по преимуществу отнесённая к тому же периоду. Две трети определённых костей принадлежат домашним животным — свинье, лошади, крупному и мелкому рогатому скоту, собаке. Такой состав стада характерен для лесных поселений вятичей, северян и радимичей. Отмечается большая доля охотничьей добычи — лося, косули и благородного оленя. Помимо этого, встречены кости зубра, тура, бобра, волка, лисицы, зайца, медведя, куницы и выдры, а также различных птиц и рыб. По составу фауны исследованный участок города напоминает феодальную резиденцию (замок).
Новосильская крепость состояла из двух частей — детинца и окольного города. Детинец располагался на высоком (до 50 м) вытянутом мысу, образуемом оврагом и рекой Зушей. Этот мыс сегодня называется Острожной горой. С напольной стороны детинец защищали два вала. На более низком внешнем был, вероятно, частокол, а более высокий внутренний венчала срубная деревянная стена с башнями. Въезд в детинец находился со стороны реки и был устроен таким образом, что противник был вынужден подходить к нему, поворачиваясь к стене правым, не защищённым щитом, боком. В детинце находился княжеский терем, который из-за узости участка, скорее всего, был встроен в крепостную стену. Остальная территория детинца была занята хозяйственными постройками. С северной стороны к детинцу примыкал окольный город, занимавший внешний участок мыса. С напольной стороны он был защищён валом и рвом, которые шли от скалистого берега Зуши до оврага. В окольном городе находилась соборная церковь и зажиточная городская застройка. Детинец и окольный город были окружены посадами и слободами.
В декабре 1375 года город был уничтожен ордынским войском, в результате чего новосильский князь Роман Семёнович оказался вынужден перенести свою резиденцию в Одоев. Скорее всего, Новосиль не возобновлялся более столетия после этих событий. В послании, направленном в 1492 году крымским ханом Менгли-Гиреем великому князю московскому Ивану III, он упомянут лишь как путевой ориентир.

## Новое время
В 60-х годах XVI века Новосиль фигурировал в числе владений княжеского рода Воротынских. Город был восстановлен на старом месте около 1563 года. Большая заслуга в укреплении отстроенного заново Новосиля принадлежала князю Михаилу Воротынскому. Новая крепость состояла из кремля (Рубленого города), занимавшего территорию древнерусского детинца и окольного города и имевшего периметр 900 м, а также Малого острога с длиной стен 600 м. Вокруг них располагались городской торг, Стрелецкая, Пушкарская и Посадская слободы, которые для защиты от крымско-ногайских набегов также были обнесены стеной с башнями — Большим острогом. Успенский собор Новосиля находился в Рубленом городе.
В 1611 году Новосиль был атакован запорожскими казаками. После «черкасского разорения» крепость восстановили лишь частично. Малый острог не был восстановлен вовсе, а на месте стен Большого острога были установлены надолбы, которые представляли собой крайне слабую защиту. Тем не менее, Рубленый город выдержал несколько осад. Начиная с 1645 года он вновь перестраивался и укреплялся. Над крепостными стенами возвели девять четырёхугольных башен: две проездные — Московскую и Водяную нижнюю — и семь глухих. Укрепления кремля усилили частоколом и надолбами, поставленными на внешней стороне рва и окружавшего крепость оврага. В кремле находились воеводский двор, приказная изба с тюрьмой, житницы, казённый амбар с погребами для хранения пороховой и свинцовой казны, караульные избы у двух крепостных ворот, а также осадные дворы некоторых новосильских дворян и детей боярских. Для водоснабжения служил ведший к Зуше тайник длиной более 100 м.
Новосильский кремль простоял до 1756 года, когда был полностью уничтожен крупным пожаром. Площадка крепости с отстроенными заново соборной церковью и присутственными местами некоторое время продолжала играть роль религиозного и административного центра. В конце XVIII века наличие древних валов, затруднявших доступ к территории крепости, привело к переносу собора и торговых мест за её пределы.
В наше время Новосильское городище поставлено на учёт как памятник археологии, однако процесс разрушения валов и рвов Новосильской крепости продолжается.